# 좀비 서바이벌 가이드 (영화)
《좀비 서바이벌 가이드》(영어: Scouts Guide to the Zombie Apocalypse)는 2015년 공개된 미국의 좀비 코미디 공포 영화이다. 크리스토퍼 랜던이 연출했고, 타이 셰리던, 로건 밀러 등이 출연했다.

## 줄거리
고등학교 2학년생 벤, 카터, 오기는 로저스가 이끄는 스카우트 모임에 속해있다. 그러나 마을에 좀비가 창궐하면서 로저스를 비롯하여 많은 주민들이 좀비로 변한다. 셋은 스카우트 활동을 통해 얻은 지식과 훈련을 바탕으로 대응 무기를 만들며 위기 상황을 헤쳐나간다. 심지어 가짜 파티 주소를 알려주며 자신들을 따돌린 3학년 파티 참가자들까지도 구출하려고 노력한다. 좀비들을 물리친 셋은 타인의 눈을 신경 쓰지 않고 계속 스카우트 활동을 지속하기로 한다.

## 출연
- 타이 셰리던 - 벤저민 "벤" 가우디 역
- 로건 밀러 - 카터 그랜트 역
- 조이 모건 - 오기 포스터 역
- 세라 듀몬트 - 데니즈 루소, 스트립 클럽 종업원 역
- 데이비드 케크너 - 로저스 역
- 홀스턴 세이지 - 켄들 그랜트, 카터의 누나 역
- 클로리스 리치먼 - 필더 씨 역
- 니키 코스 - 클로이 역
- 하이럼 A. 머리 - 리브스 역
- 드루 드로기 - 술 취한 남성 역
- 패트릭 슈워제네거 - 제프, 켄들의 남자친구 역
- 딜런 프랜시스 - DJ 좀비 역
- 사라 말라쿨 레인 - 베스 대니얼스 역